# كيزو ماتسوبارا
كيزو ماتسوبارا (باليابانية: 増原 敬三) (مواليد 26 أغسطس 1969)، هو لاعب كرة قدم سابق كان يلعب كلاعب وسط.